# Излучинск
Излу́чинск — посёлок городского типа в Нижневартовском районе Ханты-Мансийского автономного округа — Югра.

## История
Посёлок Излучинск возник благодаря Постановлению ЦК КПСС и Совета Министров СССР № 337 от 24 апреля 1980 года «О развитии в Тюменской области электроэнергетики на базе местного природного и попутного нефтяного газа», которое предусматривало, в частности, строительство в районе легендарного Самотлора Государственной районной электростанции. (Нижневартовской ГРЭС).
Название посёлка происходит по его расположению — в излучине реки Вах.
Место для строительства электростанции и посёлка энергетиков было выбрано на затапливаемой пойме правого берега реки Вах. Строительную площадку необходимо было поднять на 3-4 метра, что потребовало перемещения более 30 млн тонн песка. Эта задача, уникальная не только в отечественной, но и в мировой практике, была успешно решена.
26 июня 1986 года Тюменский облисполком своим Решением № 200 зарегистрировал и включил в учётные данные посёлок, возникший на территории Вампугольского сельсовета Нижневартовского района при строящейся Нижневартовской ГРЭС. Вторым пунктом этого Решения облисполком просил Президиум Верховного Совета РСФСР присвоить вновь возникшему населённому пункту наименование «посёлок Излучинск».
18 апреля 1988 года был подписан Указ № 8828-XI Президиума Верховного Совета РСФСР о присвоении населённому пункту, возникшему на территории Вампугольского сельсовета Нижневартовского района Ханты-Мансийского автономного округа, наименования «посёлок Излучинск».
10 мая 1988 года Решением № 128 исполкома Тюменского областного Совета народных депутатов Излучинск отнесён к категории рабочих посёлков и исключён из состава Вампугольского сельсовета.
С 1 января 2005 года Излучинск является посёлком городского типа.
Впервые в истории освоения Западной Сибири Излучинск возводился набело, без времянок и балков. Сегодня Излучинск — самый крупный и благоустроенный посёлок Нижневартовского района. Градообразующим предприятием Излучинска является Нижневартовская ГРЭС.
По количеству заключаемых браков и рождаемости посёлок занимает первое место в Нижневартовском районе. За последние годы Излучинск трижды занимал первое место в конкурсе «Самый благоустроенный посёлок Ханты-Мансийского округа-Югры».
Первые поселения представителей коренных малочисленных народов Севера появились в районе современного Большетархово в 70-х годах XIX века. В переводе с хантыйского языка «Большетархово» означает «Журавлиный остров». Первое поселение состояло из хантыйских родовых поселений — юрт Сороминых, Натускиных, Сигильетовых, Тарховских.
1 марта 1931 года Натускинско-Хохлянский родовой Совет переименован в Больше-Тарховский национальный Совет.
В 30-е годы был основан колхоз имени Микояна, основным направлением которого являлись рыболовство, животноводство, выращивание овощей и картофеля. Солёная и вяленая рыба отправлялась во многие точки нашей страны. К этому времени в селе были построены школа, фельдшерско-акушерский пункт, клуб, магазин.
В годы Великой Отечественной войны на фронт было призвано около 40 человек. Погибло более половины. 11 человек пропало без вести. В селе находится памятник погибшим, на котором увековечены фамилии погибших солдат.
В 1946-48 годах расширяется производственная база села, начинается интенсивная застройка.
1960-е годы явились важнейшими для села. В это время колхоз находился на пике своего развития. Добываемая рыба, пушнина, ягоды, а также большое количество крупного рогатого скота, овец, свиней позволяли полностью обеспечивать собственные нужды.

## Население
| 1989    | 2002    | 2009    | 2010    | 2012    | 2013    | 2014    |
| ------- | ------- | ------- | ------- | ------- | ------- | ------- |
| 9646    | ↗15 505 | ↗16 919 | ↗17 399 | ↗17 958 | ↗18 341 | ↗18 428 |
| 2015    | 2016    | 2017    | 2018    | 2019    | 2020    | 2021    |
| ↗18 706 | ↗19 223 | ↗19 597 | ↗19 707 | ↗19 756 | ↗19 904 | ↗21 389 |

## Промышленность
На территории городского поселения Излучинск зарегистрировано порядка 350 предприятий различных форм собственности и видов деятельности. Градообразующим предприятием поселения и всего Нижневартовского района является Нижневартовская ГРЭС. За 2008 год она выработала 12 миллиардов 357 миллионов киловатт-часов электроэнергии. Это рекордный результат за 16 лет работы. В структуре промышленного производства в 2008 году основной удельный вес пришёлся на отрасль добычи полезных ископаемых — 87,8 %, далее отрасль производства и распределения электроэнергии, газа и воды — 12 % и затем доля обрабатывающих производств — 0,2 %.
Добыча нефти предприятиями, зарегистрированными на территории поселения, в 2008 году снизилась до 88,8 % от уровня 2007 года и составляет около 7,3 млн тонн. При этом объём добычи газа на территории поселения увеличился на 1,9 % к уровню 2007 года и составил около 700 млн м³.
Структура сельского хозяйства поселения представлена фермерскими хозяйствами, подсобными и личными хозяйствами населения. Основным направлением деятельности сельского хозяйства поселения является мясомолочное животноводство. Самыми крупными предприятиями поселения являются Нижневартовская ГРЭС, ТФ «Мостоотряд-95» и ОАО «Излучинское МКХ».

## Инфраструктура
Инфраструктура посёлка включает:
- Нижневартовская ГРЭС;
- пять школ;
- районный Центр дополнительного образования детей;
- районный молодёжный центр «Луч»;
- Дворец спорта «Югра»;
- Храм Святого Николая Чудотворца

### Школы
Среднее образование в Излучинске представлено 7-ю образовательными учреждениями.
- Средняя школа № 1 (Излучинск)
- Средняя школа № 2 (Излучинск)[15]

### Храм Святого Николая Угодника
На берегу Ваха воздвигнут храм Святителя Николая Мир Ликийских Чудотворца. Переливаются на солнце его позолоченные купола, в дни православных праздников далеко разливается колокольный звон. Храм был построен на средства районного бюджета и добровольные пожертвования предприятий, организаций и жителей посёлка. Одновременно в нём могут находиться до 300 прихожан. Средняя часть пятиглавого бесстолпного двухъярусного храма перекрыта монолитным железобетонным крестообразным куполом с окнами. Высота помещения составляет восемь метров, столько же — высота алтарной части
Фрагменты и детали фасада будут облицованы кирпичом жёлтого цвета. Отделка из естественного камня — гранита, который в сочетании с основной поверхностью стены придаёт всему зданию дополнительную нарядность и красоту. Окна и двери будут выполнены из массива лиственницы и бука.

### Транспорт
Добраться до посёлка можно ежедневно на автобусе маршрута № 103 от автовокзала г. Нижневартовска. Компания-перевозчик — ООО «ПАТП-1» (Нижневартовск). Имеется выход на автомобильную трассу «Нижневартовск-Стрежевой»

## Достопримечательности
- Храм Святого Николая Угодника
- Мемориал памяти «Слава героям» был открыт 22 июня 2006 года, в День памяти и скорби. На его мраморных плитах выбиты имена ушедших из жизни участников Великой Отечественной войны и воинов-интернационалистов, погибших в горячих точках. Мемориал построен на средства, собранные всем миром. Поэтому особо почитаем. Он послужил началом будущего Парка отдыха, в котором зацветут яблони и сирень.
- Монумент «Верность» представляет собой скульптурную композицию в виде 2 бронзовых стерхов — северных лебедей, сохраняющих верность своей паре всю жизнь. Он установлен у детской площадки вблизи Храм Святого Николая Угодника. Авторами монумента «Верность» являются художники мастерской «Югоский сувенир» ДШИ № 2 города Нижневартовска (Курач Н. Г., Потёмкина Е. Ю., Саликова Е. А.).